# Zdětín (kraj ołomuniecki)
Zdětín – gmina w Czechach, w powiecie Prościejów, w kraju ołomunieckim. Według danych z dnia 1 stycznia 2012 liczyła 306 mieszkańców.
Zobacz też:
- Zdětín